# 너 때문에 (애프터스쿨의 노래)
〈너 때문에〉는 대한민국의 음악 그룹 애프터스쿨의 두 번째 싱글이다. 발매된 지 하루가 되기 전에 음악 사이트 실시간 차트 1위를 차지하였다. 기존의 섹시하고, 발랄한 애프터스쿨의 이미지를 벗어나 서정적이고, 엄숙한 분위기의 컨셉이다. 또한 새 멤버 나나와 레이나가 영입된 후 첫 음반이다.
타이틀 곡인 "너 때문에"는 각종 차트의 1위를 석권하였고 데뷔한 후 처음으로 공중파 음악 방송에서 1위를 하는 등 반응은 성공적이었다. "너 때문에"의 활동이 끝난 뒤 디지털 싱글 형식으로 발매된 "너 때문에 (Remix)"로도 잠깐 활동하였다.
발매를 하루 앞두고 MBC 라디오 측에서 "너 때문에"의 음원을 공개하였다. 소속사인 플레디스 엔터테인먼트는 '음원 사전 유출' 등의 입장을 밝혔고 MBC 라디오 측은 모두 심의를 거쳐 방송에 내보낸 것으로 문제가 없다고 말하였다. 이후 MBC 라디오 측은 신뢰도를 손상시켰기 때문에 '명예 훼손'이라는 입장을 밝히며 법적 조치를 포함하여 대응할 것이라고 말하며 플레디스 엔터테인먼트 측에 공식 사과를 요구하여 플레디스 측이 공식 사과를 하는 것으로 사건이 마무리되었다.

## 발자취
1. 2009년 11월 18일: 새 멤버 나나, 레이나 첫 공개
2. 2009년 11월 24일: 티저 공개
3. 2009년 11월 26일: KBS 뮤직뱅크 첫 무대
4. 2009년 11월 28일: SBS 인기가요에서 2번 트랙인 "When I Fall"을 처음으로 선보였다.
5. 2009년 11월 30일: 뮤직비디오 공개
6. 2010년 1월 22일: KBS 뮤직뱅크에서 "너 때문에 (Remix)" 버전을 처음 선보였다.
7. 2011년 4월 28일: 첫 정규 음반 《Virgin》에 이 곡의 새로운 버전이 수록되었다. 곡 자체는 똑같으며, 부르는 멤버 구성이 바뀌었다.

## 특징
1. 멤버 소영이 학업 문제로 탈퇴하고, 나나, 레이나를 새로 영입한 이후 첫 앨범이다.
2. 타이틀곡은 〈너 때문에〉이다.
3. 타이틀곡인 〈너 때문에〉로 공중파 첫 1위를 하였다.
4. 후속곡인 〈When I Fall〉로 일주일간 활동하였다. 이 곡은 가희가 직접 작사하였다.

## 수록곡
| #  | 제목                  | 작사        | 작곡                                                          | 편곡                    | 재생 시간 |
| -- | --------------------- | ----------- | ------------------------------------------------------------- | ----------------------- | --------- |
| 1. | 〈너 때문에〉         | 용감한 형제 | 용감한 형제                                                   | 용감한 형제, 코끼리왕국 | 4:00      |
| 2. | 〈When I Fall〉       | 가희        | Magnus Lidehäll, Jacob Olofsson, Viktoria Magdalena Sandström | 서재하                  | 3:21      |
| 3. | 〈Diva〉              | 용감한 형제 | 용감한 형제                                                   | 용감한 형제             | 3:20      |
| 4. | 〈너 때문에〉 (Inst.) |             | 용감한 형제                                                   | 용감한 형제, 코끼리왕국 | 4:00      |

| #  | 제목                  | 작사        | 작곡        | 편곡                    | 재생 시간 |
| -- | --------------------- | ----------- | ----------- | ----------------------- | --------- |
| 1. | 〈너 때문에〉 (Remix) | 용감한 형제 | 용감한 형제 | 용감한 형제, 코끼리왕국 | 3:53      |

## 차트
| 차트(2009-10)          | 너 때문에 | When I Fall | 너 때문에 Remix |
| ---------------------- | --------- | ----------- | --------------- |
| 가온 디지털 차트       | 1         | 98          | 76              |
| 가온 온라인 차트       | 1         | 98          | 76              |
| 가온 모바일            | 1         | 105         | 99              |
| 가온 음반 차트         | 1         | -           | 76              |
| SBS 인기가요 뮤티즌 송 | 1         | -           | -               |
| KBS 뮤직뱅크 K-차트    | 2         | -           | -               |
| 벅스 주간 Top 100      | 1         | 89          | -               |
| 엠넷 차트              | 1         | -           | -               |

| 차트(2010)            | 너 때문에 |
| --------------------- | --------- |
| 가온 디지털 종합 차트 | 158       |
| 가온 스트리밍 차트    | 41        |
| 가온 다운로드 차트    | 92        |